# Grube Galilei
Die Grube Galilei ist eine ehemalige Buntmetallerz-Grube des Bensberger Erzreviers in Bergisch Gladbach im Stadtteil Frankenforst. Der Hauptbetriebspunkt lag etwa 1000 m südlich der Bundesanstalt für Straßenwesen am so genannten Bergmannspfad.

## Geschichte

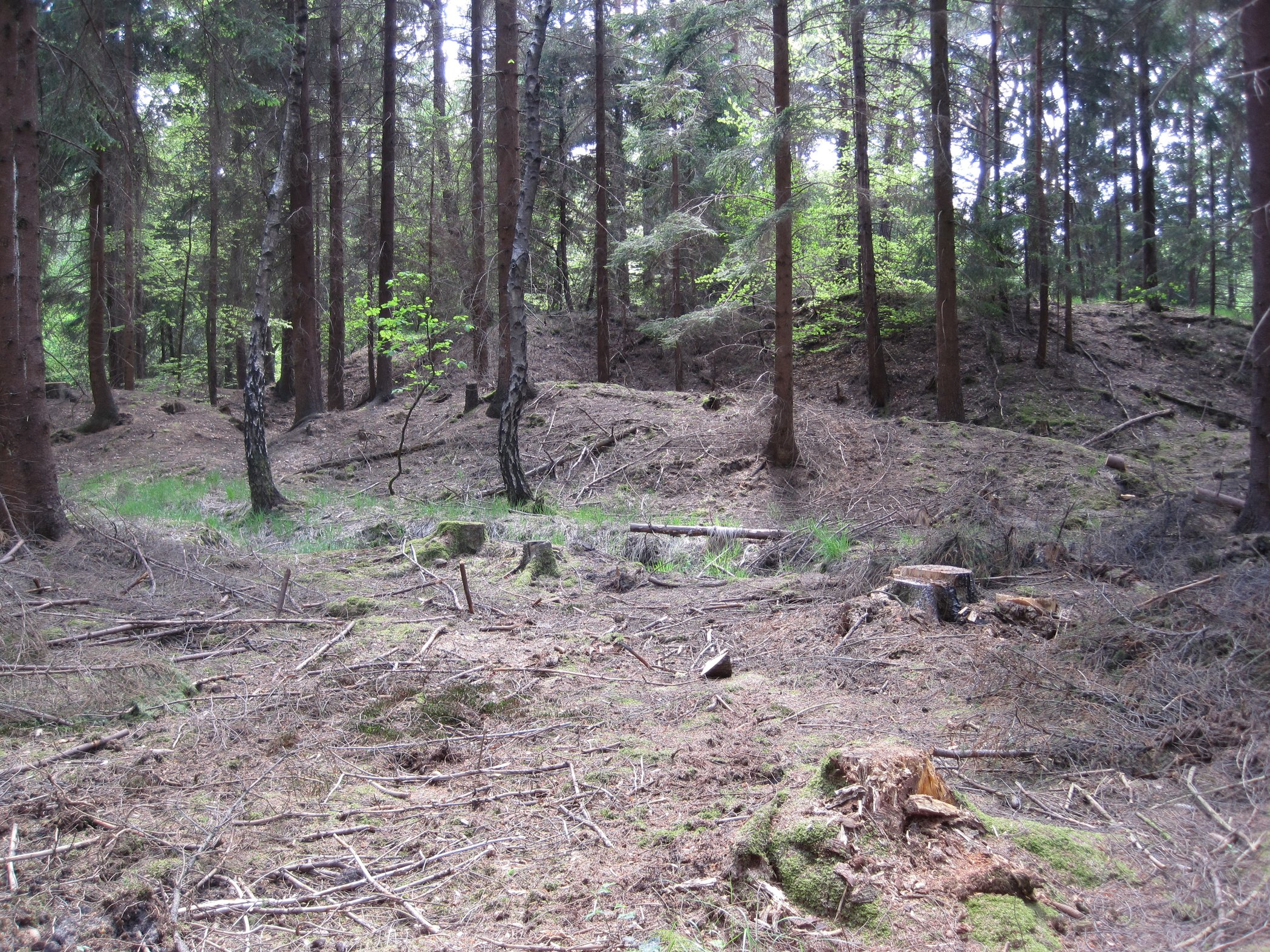
Reste der Abraumhalden (2011)

Das Grubenfeld Consolidierte Galilei ist aus den Einzelfeldern Galilei, Bensberg und Bleistift entstanden. Die ursprüngliche Grube Galilei war erstmals am 10. März 1855 unter dem Namen Antonie auf Galmei verliehen worden. Eine Erweiterung der Verleihung des Bergwerkseigentums erfolgte am 22. August 1868 auf Blei-, Zink- und Kupfererze mit dem Namen Galilei. Auch die Grube Bensberg (ursprünglich Mutung Georgei) war zunächst am 15. Mai 1861 als Grube Garibaldi verliehen worden, bevor eine Erweiterungsverleihung aus heute nicht mehr nachvollziehbaren Gründen am 20. August 1868 mit dem Namen Bensberg erfolgte. Hier wurde Blei- und Zinkerz gewonnen. Die Grube Bleistift (ursprünglich Mutung Davy), die am 11. Juni 1859 erstmals mit dem Namen Frühlingsanfang verliehen wurde, erfuhr eine Erweiterungsverleihung am 25. August 1868 unter dem Namen Bleistift. Das verliehene Abbaurecht  bezog sich dabei auf Blei-, Zink- und Kupfererze. Alle drei Bergwerke wurden mit Bestätigungsurkunde einer Konsolidation vom 6. September 1889 vereinigt.

## Betrieb und Anlagen
Einige wenige Hinweise geben ein recht dürftiges Bild über die Betriebstätigkeiten der Grube Galilei. Die Erzgewinnung erfolgte ausschließlich im Untertagebau über Schachtanlagen, weil das Gelände ringsumher so flach war, dass Stollen nicht angelegt werden konnten. Außerdem gab es in der Lagerstätte nur äußerst wenig Bleierz. Das sind sicherlich die Gründe dafür, dass man im Grubenfeld Galilei im Gegensatz zu allen anderen Gruben in der Umgebung von Bensberg keinerlei Spuren von altem Bergbau vorfand. Man erreichte auf dem westlichen Erzgang auf einer Länge von ca. 130 m über drei Bausohlen eine Teufe von 62 m. Der Förderschacht wurde mit einem Pferdegöpel betrieben. Die Betriebsgebäude, Maschinen und Anlagen müssen primitiv und marode gewesen sein, wie sich aus späteren Versteigerungsunterlagen ergibt. Da man in der näheren Umgebung an der Oberfläche nicht genügend Wasser für die Erzwäsche verfügbar hatte, benutzte man dafür das aus dem Schacht abgepumpte Wasser. Zwischen 1854 und 1863 förderte man zusammen 116.849 Zentner Zinkerz und 2.683 Zentner Bleierz. Dabei beschäftigte man durchschnittlich 90 Arbeiter.
Der Betrieb sei im Jahr 1863 „nach dem Abbau der vorgerichteten Erzmittel infolge äußerer Verhältnisse“ eingestellt worden. Von daher ist anzunehmen, dass allenfalls in den späteren Jahren hier und da Versuchsarbeiten durchgeführt wurden. Von einem erneuten Betrieb ist jedenfalls nichts bekannt. Die Gruben Bensberg und Bleistift sind wohl über das Stadium eines Versuchsbergbaus nicht hinausgekommen.